# Fußball-Weltmeisterschaft 1954/Schweiz
Dieser Artikel behandelt die Schweizer Fussballnationalmannschaft bei der Fussball-Weltmeisterschaft 1954.

## Qualifikation
Die Schweiz war als Gastgeber automatisch qualifiziert.

## Schweizer Aufgebot
| Nummer / Name | Nummer / Name    | Damaliger Verein        | Geburtstag         | Länderspiele |
| Torhüter      | Torhüter         | Torhüter                | Torhüter           | Torhüter     |
| ------------- | ---------------- | ----------------------- | ------------------ | ------------ |
| 1             | Walter Eich      | Young Boys Bern         | 27. Mai 1925       |              |
| 2             | Eugène Parlier   | Servette FC             | 5. Dezember 1930   |              |
| 3             | Georges Stuber   | Lausanne-Sports         | 11. Mai 1925       |              |
| Abwehr        |                  |                         |                    |              |
| 5             | Marcel Flückiger | Young Boys Bern         | 20. Juni 1929      |              |
| 6             | Roger Mathis     | Lausanne-Sports         | 4. April 1921      |              |
| 7             | André Neury      | Servette FC             | 3. September 1921  |              |
| 10            | Olivier Eggimann | FC La Chaux-de-Fonds    | 6. August 1921     |              |
| 14            | Willy Kernen     | FC La Chaux-de-Fonds    | 6. August 1929     |              |
| Mittelfeld    |                  |                         |                    |              |
| 4             | Roger Bocquet    | Lausanne-Sports         | 9. April 1921      |              |
| 8             | Heinz Bigler     | BSC Young Boys          | 21. Dezember 1925  |              |
| 9             | Charles Casali   | BSC Young Boys          | 27. April 1923     |              |
| 12            | Gilbert Fesselet | FC La Chaux-de-Fonds    | 16. April 1928     |              |
| 13            | Ivo Frosio       | Grasshopper Club Zürich | 27. April 1930     |              |
| Angriff       |                  |                         |                    |              |
| 11            | Norbert Eschmann | Lausanne-Sports         | 19. März 1933      |              |
| 15            | Charles Antenen  | FC La Chaux-de-Fonds    | 3. November 1929   |              |
| 16            | Robert Ballaman  | Grasshopper Club Zürich | 21. Juni 1926      |              |
| 17            | Jacques Fatton   | Servette FC             | 19. Dezember 1925  |              |
| 18            | Josef Hügi       | FC Basel                | 23. Januar 1930    |              |
| 19            | Marcel Mauron    | FC La Chaux-de-Fonds    | 25. März 1929      |              |
| 20            | Eugen Meier      | BSC Young Boys          | 30. April 1930     |              |
| 21            | Ferdinando Riva  | FC Chiasso              | 3. Juli 1930       |              |
| 22            | Roger Vonlanthen | Grasshopper Club Zürich | 13. Februar 1929   |              |
| Trainer       |                  |                         |                    |              |
|               | Karl Rappan      |                         | 26. September 1905 |              |

## Spiele der Schweizer Mannschaft

### Vorrunde
- Schweiz –  Italien 2:1 (1:1)

Stadion: Stade Olympique de la Pontaise (Lausanne)
Zuschauer: 43.000
Schiedsrichter: Viana (Brasilien)
Tore: 1:0 Ballaman (18.), 1:1 Boniperti (44.), 2:1 Hügi (78.)
- England –  Schweiz 2:0 (1:0)

Stadion: Wankdorfstadion (Bern)
Zuschauer: 50.000
Schiedsrichter: Zsolt (Ungarn)
Tore: 1:0 Mullen (43.), 2:0 Wilshaw (69.)

#### Playoff
- Schweiz –  Italien 4:1 (1:0)

Stadion: St. Jakob-Stadion (Basel)
Zuschauer: 30.000
Schiedsrichter: Griffiths (Wales)
Tore: 1:0 Hügi (14.), 2:0 Ballaman (48.), 2:1 Nesti (67.), 3:1 Hügi (85.), 4:1 Fatton (90.)
Spannend ging es in der Gruppe IV zu. England reichten ein 4:4 n. V. gegen Belgien und das 2:0 über die Schweiz, die wiederum Italien mit 2:1 besiegte. Da Italien aber die Belgier mit 4:1 ausschaltete, mussten die Eidgenossen und die Azzurri ins Entscheidungsspiel. Die Gastgeber siegten in Basel überzeugend mit 4:1 über die südlichen Nachbarn.

### Viertelfinale
| 35.000 | Stade Olympique de la Pontaise (Lausanne) | Österreich | Schweiz | Faultless (Schottland) | 7:5 (5:4) | 0:1 Ballaman (16.) 0:2 Hügi (17.) 0:3 Hügi (19.) 1:3 Wagner (25.) 2:3 A. Körner (26.) 3:3 Wagner (27.) 4:3 Ocwirk (32.) 5:3 A. Körner (34.) 5:4 Ballaman (39.) 6:4 Wagner (53.) 6:5 Hügi (58.) 7:5 Probst (76.) |

Das torreichste Spiel der WM-Geschichte stieg in Lausanne zwischen den Gastgebern und Österreich. In dem verrückten Match führten die Schweizer nach 23 Minuten bereits 3:0. 15 Minuten später lag Österreich jedoch mit 5:3 vorn. Mit 5:4 kamen die Mannschaften aus den Kabinen. 6:4, 6:5 und 7:5 war die weitere Treffer-Folge und Österreich hatte trotz seines großen Handicaps erwartungsgemäß die Schweiz aus dem Turnier geworfen.
Zum Viertelfinale siehe auch: Hitzeschlacht von Lausanne